# Champcella
Champcella (okzitanisch Champcelat) ist eine französische Gemeinde mit 179 Einwohnern (Stand 1. Januar 2022) im Département Hautes-Alpes in der Region Provence-Alpes-Côte d’Azur. Sie gehört zum Kanton L’Argentière-la-Bessée im Arrondissement Briançon. Die Bewohner nennen sich Champcellouires. 

## Geographie
An der östlichen Gemeindegrenze verläuft der Fluss Durance, in den hier auch sein Zufluss Biaysse einmündet.
Champcella grenzt:
- im Westen und im Norden an Freissinières,
- im Osten an La Roche-de-Rame und Saint-Crépin,
- im Süden an Réotier und Châteauroux-les-Alpes.

## Bevölkerungsentwicklung
| Jahr      | 1962 | 1968 | 1975 | 1982 | 1990 | 1999 | 2008 | 2012 |
| --------- | ---- | ---- | ---- | ---- | ---- | ---- | ---- | ---- |
| Einwohner | 207  | 197  | 153  | 147  | 156  | 142  | 170  | 177  |

## Sehenswürdigkeiten
- Chapelle de Rame
- Kirche Saint-Pierre-Saint-Paul